# 馬雄
馬 雄（ば ゆう、? - 329年）は、東晋初期の軍人。『晋書』巻76では、馬流と記されている。蘇峻の乱で蘇峻側として活躍するが、追討軍に敗れて討死した。

## 生涯
東晋に仕えていた。
咸和2年（327年）10月、冠軍将軍蘇峻は歴陽で挙兵し、東晋に反旗を翻した。馬雄は蘇峻軍に呼応した。
咸和3年（328年）2月、左衛将軍に任じられた。
5月、会稽内史王舒・奮武将軍庾冰が反蘇峻の兵をあげた。呉興郡太守虞潭・呉国内史蔡謨・前義興郡太守顧衆らが兵を率いて呼応した。張健とともに、庾冰らの軍の前鋒と無錫で交戦、勝利を収めた。馬雄らは敵地に侵入、府舎を焼き、諸県から掠奪を行った。
王舒らと再び戦い、張健は曲阿に退いた。張健の命により、陶陽らとともに迎撃に向かったが、2千の兵を失う大敗を喫した。
咸和4年（329年）2月、残党軍を率いていた張健・韓晃らとともに軍を率いて故鄣へ向かった。車騎将軍郗鑒は李閎を派遣して追撃させた。両軍は平陵山で戦い、蘇峻側は壊滅、馬雄は討死した。

## 関連事項
- 蘇峻の乱